# Challenger de Pune 2024
El torneo Pune Challenger 2024 fue un torneo de tenis perteneció al ATP Challenger Tour 2024 en la categoría Challenger 100. Se trató de la 8ª edición; el torneo tuvo lugar en la ciudad de Pune (India), desde el 19 hasta el 25 de febrero de 2024 sobre pista dura al aire libre.

## Jugadores participantes del cuadro de individuales
| Favorito | País                       | Jugador           | Rank1 | Posición en el torneo |
| -------- | -------------------------- | ----------------- | ----- | --------------------- |
| 1        | Bandera de la India        | Sumit Nagal       | 98    | Segunda ronda         |
| 2        | Bandera de Croacia         | Duje Ajduković    | 125   | Semifinales           |
| 3        | Bandera de Australia       | Adam Walton       | 153   | FINAL                 |
| 4        | Bandera de Mónaco          | Valentin Vacherot | 173   | CAMPEÓN               |
| 5        | Bandera de República Checa | Dalibor Svrčina   | 174   | Segunda ronda, retiro |
| 6        | Bandera del Reino Unido    | Oliver Crawford   | 190   | Primera ronda         |
| 7        | Bandera de Australia       | Dane Sweeny       | 194   | Semifinales           |
| 8        | Bandera de Italia          | Federico Gaio     | 202   | Primera ronda         |

- 1 Se ha tomado en cuenta el ranking del 12 de febrero de 2024.

### Otros participantes
Los siguientes jugadores recibieron una invitación (wild card), por lo tanto ingresan directamente al cuadro principal (WC):
- Niki Kaliyanda Poonacha
- Ramkumar Ramanathan
- Mukund Sasikumar

Los siguientes jugadores ingresan al cuadro principal tras disputar el cuadro clasificatorio (Q):
- Raphaël Collignon
- Sebastian Fanselow
- Felix Gill
- Vasek Pospisil
- Bernard Tomic
- Alexey Zakharov

## Campeones

### Individual Masculino
- Valentin Vacherot derrotó en la final a  Adam Walton por 	3–6, 7–6(5), 7–6(5)

### Dobles Masculino
- Tristan Schoolkate /  Adam Walton derrotaron en la final a  Dan Added /  Yun-seong Chung por 7–6(4), 7–5